# Sportpaleis Vologda
Sportpaleis Vologda is een multi-purpose overdekte sportarena, die zich bevindt in Vologda, Rusland. De arena is vooral in gebruik voor het basketbal, volleybal, handbal, tennis en minivoetbal. De capaciteit van de arena is 3.000 zitplaatsen.

## Geschiedenis
Sportpaleis Vologda werd geopend in 2010. Het wordt gebruikt als de thuis arena voor BK Tsjevakata Vologda vrouwenbasketbalteam.